# مقبس 463
مقبس 463 (بالإنجليزية: Socket 463) والمعروف باسم مقبس نكس جن (Socket NexGen) وهو مقبس من إنتاج شركة نكس جن وهوالمقبس الوحيد المستخدم في وحدات المعالجة المركزية من نموع أن إكس 586 والتي صممت لتتنافس مع وحدات بنتيوم برو التابعة لشركة إنتل. وبقية هذه الوحدات المستخدمة الوحيدة لهذا المقبس حتى أنتجت شركة نكس جن وحدات أن إكس 686 والتي كانت تستخدم نفس مقابس بنتيوم برو.